# Svetlana Kljuka
Svetlana Kljuka, född den 27 december 1978, är en rysk friidrottare som tävlar på 800 meter. 
Kljuka deltog vid VM 2003 i Paris men gick inte vidare till finalen. 2005 vann hon guld vid Universiaden och samma år sprang hon för första gången under 1.58,00 på 800 meter. Vid EM 2006 i Göteborg blev hon tvåa slagen bara av landsmannen Olga Kotljarova. Kljuka deltog även vid VM 2007 men slutade på sjunde plats i finalen. 
Vid de ryska mästerskapen 2008 sprang hon på det nya personliga rekordet 1.56,64 en tid som då förde upp henne till 50:e plats genom tiderna på distansen men trots detta blev hon trea slagen av Tatjana Andrianova och Jelena Soboleva. Hon deltog vidare vid Olympiska sommarspelen 2008 i Peking där hon slutade på fjärde plats. 